# Philonotis platensis
Philonotis platensis là một loài rêu trong họ Bartramiaceae. Loài này được Paris mô tả khoa học đầu tiên năm 1900.